# Скалета Цанклеа
Скалета Цанклеа (итал. Scaletta Zanclea) је насеље у Италији у округу Месина, региону Сицилија.
Према процени из 2011. у насељу је живело 2578 становника. Насеље се налази на надморској висини од 17 м.

## Становништво
Према резултатима пописа становништва 2011. у општини је живело 2.249 становника.
| 1931. | 1936. | 1951. | 1961. | 1971. | 1981. | 1991. | 2001. | 2011. |
| ----- | ----- | ----- | ----- | ----- | ----- | ----- | ----- | ----- |
| 3.368 | 3.415 | 3.265 | 2.982 | 2.964 | 2.740 | 2.677 | 2.578 | 2.249 |